# ميخائيل دارلينغ
ميخائيل دارلينغ (بالإنجليزية: Michael Darling)‏ هو أمين متحف أمريكي، ولد في 1968.